# Pristimantis lymani
Espèce
Synonymes
- Eleutherodactylus lymani Barbour & Noble, 1920
- Eleutherodactylus carrioni Parker, 1932

Statut de conservation UICN

 LC  : Préoccupation mineure
Pristimantis lymani est une espèce d'amphibiens de la famille des Craugastoridae.

## Distribution
Cette espèce se rencontre entre 450 et 3 200 m d'altitude, :
- en Équateur dans les provinces d'Azuay, de Zamora-Chinchipe et de Loja ;
- au Pérou dans les régions de Piura, de Lambayeque et de Cajamarca.

## Description
Pristimantis lymani mesure de 23 à 58 mm.

## Étymologie
Cette espèce est nommée en l'honneur de Theodore Lyman.

## Publication originale
- Barbour & Noble, 1920 : Some Amphibians from North-Western Peru, with a Revision of the Genera Phyllobates and Telmatobius. Bulletin of the Museum of Comparative Zoology at Harvard College, vol. 63, p. 395-427 (texte intégral).